# Компенсаційні угоди на комерційній основі
Компенсаційні угоди на комерційній основі — це угоди, в яких поставка й відповідна зустрічна поставка товарів здійснюється впродовж встановленого періоду на основі або одного контракту купівлі-продажу, або на основі контракту купівлі-продажу і доданих до нього угод про зустрічні закупки.

## Характеристика компенсаційних угод на комерційній основі
Такі угоди мають узгоджений механізм грошових розрахунків, здійснених як шляхом переказу іноземної валюти, так і застосуванням клірингу.
Компенсаційні угоди на комерційній основі укладаються контрагентами щоб уникнути валютних розрахунків. У такому разі експортер на кожну відвантажену партію товару оформляє рахунок-фактуру, яка зараховується на спеціальний кліринговий рахунок банку країни імпорту з метою проведення відповідних зустрічних поставок.
Дані компенсаційні угоди здійснюються шляхом укладення контрактів купівлі-продажу або контрактів купівлі-продажу з доданням до них відповідних додаткових угод про проведення зустрічної закупівлі або авансових платежів. При цьому фінансові розрахунки між контрагентами можуть здійснюватися шляхом переказу валюти або проведенням взаємозаліку.

## Класифікація компенсаційних угод на комерційній основі
1.Короткострокові компенсаційні угоди включають:
а) угоди з частковою компенсацією — передбачають покриття певної частини експорту, купівлю товарів у країни-імпортера. Частина експорту, що залишилась, сплачується грошима;

б) угоди з повною компенсацією — означають купівлю товарів на суму, яка дорівнює або перевищує вартість поставки експортних товарів;

в) трьохстороння компенсаційна угода — означає участь у її виконанні посередника від третьої сторони (країни). При цьому поставки здійснюються у третю країну, а експортер отримує оплату за них від імпортера у вільно конвертованій валюті. 

2.3устрічні закупки поділяються на:

а) паралельні угоди — означають, що партнери укладають два окремих договори: перший — на експорт товару; другий — на зустрічну закупку товарів. Термін дії паралельних угод від 2 до 5 років;

б) джентльменська угода — означає, що партнери заключають договір, при якому експортер не має зобов'язань по зустрічній поставці товарів, але готовий закупити у імпортера товари;

в) угоди з переданням фінансових зобов'язань — означають, що експортер передає свої зобов'язання по зустрічній закупці товарів третій стороні (як правило, крупним торговим фірмам).

3. Довгострокова авансова закупівля полягає у тому, що експортер робить перший крок щодо закупівлі товару у імпортера на підставі контракту, який передбачає зобов'язання імпортера провести закупівлю еквівалентної за вартістю партії товару шляхом укладення відповідної угоди у майбутньому. Такі види угод розглядаються як форма кредитування імпортера експортером або здійснення авансової закупівлі.

Основою проведення взаєморозрахунків такої зустрічної торгівлі є наявність, щонайменше, двох контрактів купівлі-продажу укладених між тими самими контрагентами на здійснення зустрічного продажу товарів. Контракти передбачають здійснення валютних розрахунків або наявність третіх сторін-гарантів виконання зобов'язань за угодою.